# 興生沢仮乗降場

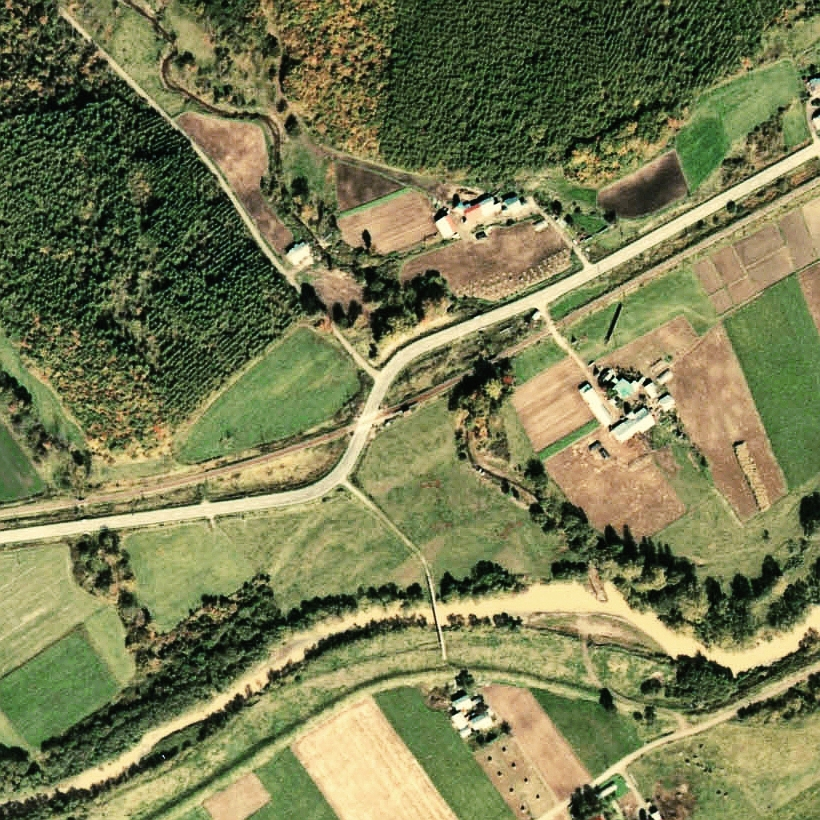
1977年の興生沢仮乗降場と周囲約500m範囲。右が網走方面。中央左上から下の佐呂間別川に注いでいるのが東興生沢。佐呂間側に整備前の道道103号の踏切があり、待合室はホーム中央横に見える。周囲は山間の田園地帯。

興生沢仮乗降場（こうせいざわかりじょうこうじょう）は、かつて北海道（網走支庁）常呂郡佐呂間町字知来に存在した、日本国有鉄道（国鉄）湧網線の仮乗降場（廃駅）である。湧網線の廃線に伴い、1987年（昭和62年）3月20日に廃止された。

## 歴史
- 1955年（昭和30年）12月25日 - 日本国有鉄道（国鉄）湧網線の興生沢仮乗降場（局設定）として開業[1]。
- 1987年（昭和62年）3月20日 - 湧網線の全線廃止に伴い、営業を停止、廃止となる[1]。

## 駅構造
廃止時点で、1面1線の単式ホームを有する地上駅であった。ホームは、線路の南側（網走方面に向かって右手側）に存在した。転轍機を持たない棒線駅となっていた。
廃止時まで仮乗降場であり、無人駅となっていた。駅舎は無かったが、ホーム中央部分に高床式の待合所を有していた。ホームは中湧別方にスロープを有し、駅施設外に連絡していた。

## 駅名の由来
当地に入植した実習生が当地附近の沢を興して皆で生きよう、という意味で付けた名に由来する。

## 駅周辺
- 北海道道103号留辺蘂浜佐呂間線
- 佐呂間別川[4]
- 佐呂間町ふれあいバス（フリー乗降）

## 駅跡
2011年（平成23年）時点では駅の設置場所は確認できたが、更地となり、何も残っていない。

## 隣の駅
日本国有鉄道
湧網線 
佐呂間駅 - （堺橋仮乗降場） - 興生沢仮乗降場 - 知来駅